# Clasina van Starrenburg
Clasina Catharina Maria van Starrenburg (Den Haag, 23 april 1875- aldaar, 11 augustus 1933) was een Nederlands sopraan.
Ze was dochter van stalhouder Josephus Ferdinand Starrenburg en Catharina Maria Schaap. Zelf bleef ze ongehuwd.
Ze kreeg haar opleiding van Cornélie van Zanten. Haar hoogtepunt lag in de jaren nul en tien van de 20e eeuw. Zo zong ze onder andere op 23 maart 1907 mee in de Ruytercantate van Marius van 't Kruijs in Vlissingen, alwaar ook koninklijk bezoek aanwezig was.
In de jaren tien en twintig was ze leidster van het koor bestaande uit weesmeisjes uit het R.K. Weeshuis in de Warmoezierstraat. Ze werd na haar dood vanuit de kapel naar de Algemene Begraafplaats Kerkhoflaan aan de Kerkhoflaan gereden.